# Filtry (Warszawa)
Filtry – obszar MSI w dzielnicy Ochota w Warszawie. 
Nazwa pochodzi od znajdującego się tam Zespołu Stacji Filtrów. Przed wojną obszar należał administracyjnie do dzielnicy Śródmieście. Sama nazwa „Filtry” pojawiła się na mapach miasta po wprowadzeniu MSI.
Na jego obszarze znajdują się mniejsze obszary noszące tradycyjne nazwy, np. tzw. Ochota Wojskowa powstała w miejscu dawnych Koszar Jerozolimskich, Osiedle Kombajn, Kolonia Staszica czy Kolonia Lubeckiego.

## Położenie
Według MSI Filtry zlokalizowane są między:
- ul. Chałubińskiego i al. Niepodległości od wschodu,
- Al. Jerozolimskie od północy,
- ul. Raszyńska i Żwirki i Wigury od zachodu,
- ul. Stefana Batorego i na wprost przez Pole Mokotowskie do skrzyżowania ul. Banacha i Żwirki i Wigury.

## Ważniejsze obiekty
- Zespół Stacji Filtrów
- Pole Mokotowskie
- Najwyższa Izba Kontroli
- Szpital Kliniczny Dzieciątka Jezus